# جوانی آلتونن

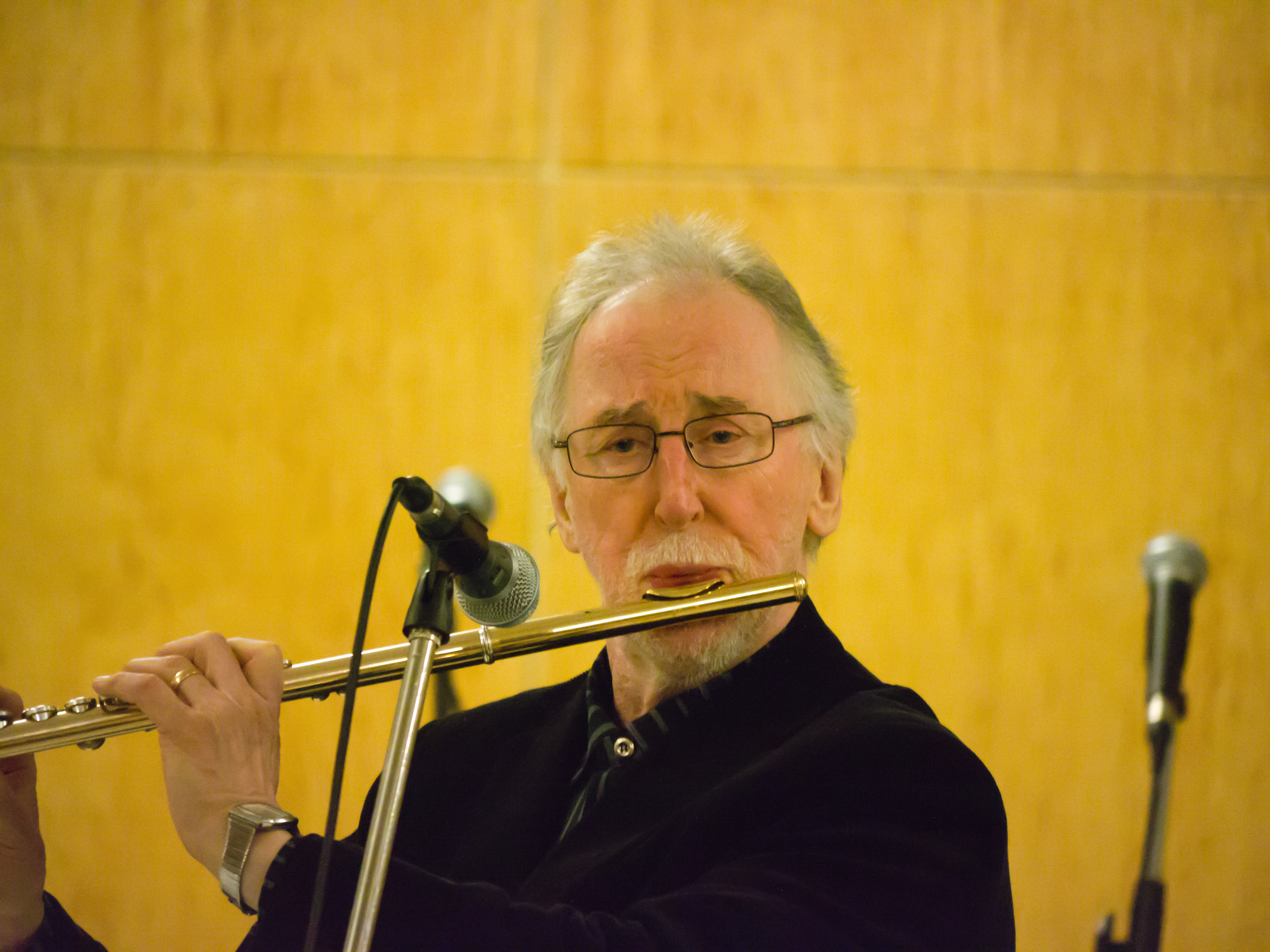
Juhani Aaltonen

جوانی آلتونن ‏(Juhani Aaltonen)‏ (۱۲ دسامبر ۱۹۳۵ - ) نوازنده ساکسوفون و فلوت جاز اهل فنلاند است.